# يويا هاسيغاوا
يويا هاسيغاوا (باليابانية: 長谷川勇也؛ بالكانا: はせがわ ゆうや) هو لاعب كرة قاعدة ياباني، ولد في 22 ديسمبر 1984 في تسوروكا في اليابان.

## وصلات خارجية
- يويا هاسيغاوا على موقع الدوري الياباني لكرة القاعدة (الإنجليزية)
- يويا هاسيغاوا على موقعبيزبول رفرنس.كوم (الدوري الثانوي) (الإنجليزية)